# عجوقة غينا الجديدة
عجوقة غينا الجديدة (الاسم العلمي:Ajuga novoguineensis) هي نوع من النباتات تتبع جنس العجوقة من الفصيلة الشفوية.